# Paul Bäumer
Paul Bäumer, född 11 maj 1896 i Meiderich i Tyskland, död 15 juli 1927 utanför Köpenhamn i Danmark, var ett tyskt flygaräss med 43 luftsegrar under första världskriget.
Bäumers flygintresse väcktes tidigt och han genomgick en civil flygutbildning 1914. Under första världskriget anmälde han sig som frivillig till infanteriet, där han skadades 1915 och tillbringade en tid vid ett krigssjukhus.  
Han överfördes till flygvapnet i maj 1917 där han utbildades i stridsflyg vid FA7. Den 5 juni 1917 överfördes han till Jagdstaffel 5. Där lyckades han under juli månad vinna tre luftsegrar. Han förflyttades då till elitförbandet Jasta Boelcke. Före årets slut var han uppe i 18 segrar. När förbandet bestyckades med Fokker D.VII ökades hans segrar i snabb takt. Han fick smeknamnet The Iron Eagle av britterna och hans flygplan försågs med ett Edelweiss emblem. I september 1918 blev han själv beskjuten och när hans flygplan fattade eld räddade han sig med hjälp av en fallskärm. Han tilldelades orden Pour le Mérite och var en av de mest kända tyska flygarässen efter kriget. 
1919 grundade han Bäumer Aero för tillverkning av flygplan. Till företaget anställde han fyra unga studenter, Siegfried Günter, Walter Günter, Walter Mertens och Werner Meyer-Cassel, som han träffat på Wasserkuppe. De fyra konstruerade först olika modeller av motoriserade glidflygplan, men konstruktionsarbetet övergick mer till motoriserade sportflygplan. Vid en flygning av ett prototypflygplan över Danmark havererade Bäumer och skadades så allvarligt att han senare avled.
En av Bäumers klienter när han arbetade som tandtekniker var Erich Maria Remarque som i sin antikrigsroman Im Westen nichts Neues (På västfronten intet nytt) använde Bäumers namn.